# Latin Pop
Latin Pop ist eine Stilrichtung der Popmusik, die rhythmische und melodische Elemente der lateinamerikanischen Musik integriert.

## Geschichte
Schon in den 1950er Jahren wurden vereinzelte lateinamerikanische Elemente in Schlager-Melodien integriert. In den 1960er Jahren bemächtigte sich dann die Rockmusik des rhythmischen Erbes vor allem von traditionellen karibischen und mexikanischen Musikstilen, was zur Entwicklung des Latin Rock (Santana u. a.) führte.
Zu einer wirklichen auch kommerziell erfolgreichen Mischung von Pop und Latin kam es aber erst in den 1980er Jahren. Hier stach besonders der Welt-Hit Lambada von Kaoma (1989) heraus. In den 1990er Jahren wurde die lateinamerikanische Rhythmik und Melodik immer häufiger mit Soul- und R&B-Einflüssen vermischt (z. B. Jennifer Lopez, Shakira, Selena), aber auch andere, bisher weniger bekannte Rhythmen in den Latin Pop einbezogen (z. B. Cumbia Romántica). Charakteristisch für den Latin Pop seit den 90er Jahren ist aber auch die Verwendung von Dance-Beats, die mit lateinamerikanischen Harmonien kombiniert werden (Paulina Rubio). Das Spektrum des Stils Latin Pop ist also mittlerweile sehr weitgefächert.
In den 2010ern verschwamm der Latin-Pop vermehrt mit dem Reggaeton. So vertraten Künstler wie Enrique Iglesias, Luis Fonsi und J Balvin dieses Crossover und erreichten weltweiten Erfolg. Der Fokus liegt bei Liedern dieser Kreuzung auf der Harmonie einzelner Stilmitteln, dem Rhythmus und der Klangfarbe. Vertreter Luis Fonsi bezeichnete die Richtung als „den neuen Pop“.

## Verwandte Genres
- Cuarteto (insbesondere die neueren Varianten)
- Cumbia Romántica
- Latin Ballad
- Latin Rock
- Latin Soul
- Merengue Pop
- Tropipop

## Charakteristische Songs
- Selena – Bidi Bidi Bom Bom
- Luis Fonsi feat. Daddy Yankee – Despacito
- Dulce María – Inevitable
- Jennifer Lopez – If You Had My Love
- Juanes – La Camisa Negra
- Ricky Martin – María
- Aventura – Obsesión
- Enrique Iglesias – Subeme la radio
- Shakira – Suerte (Whenever, Wherever)
- Paulina Rubio – Y Yo Sigo Aquí [I'll Be Right Here (Sexual Lover)]

## Interpreten
| - Dulce María - Addys Mercedes - Paulina Rubio - Aventura - Enrique Iglesias - Gilda | - Juanes - Marcela Morelo - Ráfaga - Ricky Martin - David Bisbal - Jennifer Lopez | - Luis Fonsi - Rodrigo - Selena - Shakira - Thalía - Mickael Carreira |